# Atractantha amazonica
Atractantha amazonica är en gräsart som beskrevs av Emmet J. Judziewicz och Lynn G. Clark. Atractantha amazonica ingår i släktet Atractantha och familjen gräs. Inga underarter finns listade i Catalogue of Life.